# Marc Lauenstein
Marc Lauenstein, född 15 september 1980 i Cormondréche, Neuchâtel, Schweiz, är en schweizisk orienterare och skidorienterare. Hans främsta meriter är två VM-silver i orientering och ett JVM-guld i skidorientering.